# Denz (Unternehmen)
Die Präzisions-Entwicklung DENZ Fertigungs-GmbH ist ein Präzisionsteilefertigungs- und Film-/Fernsehtechnikunternehmen mit Hauptsitz in Ottobrunn bei München, das Hightech-Industrie-Produkte sowie professionelles Kamerazubehör entwickelt, produziert und vertreibt.
Für die Entwicklung einer flackerfreien Farb-Video-Kamera erhielten Peter Denz und die Firma Denz im Jahre 1996 den Oscar für technische Verdienste (Technical Achievement Award).

## Geschichte

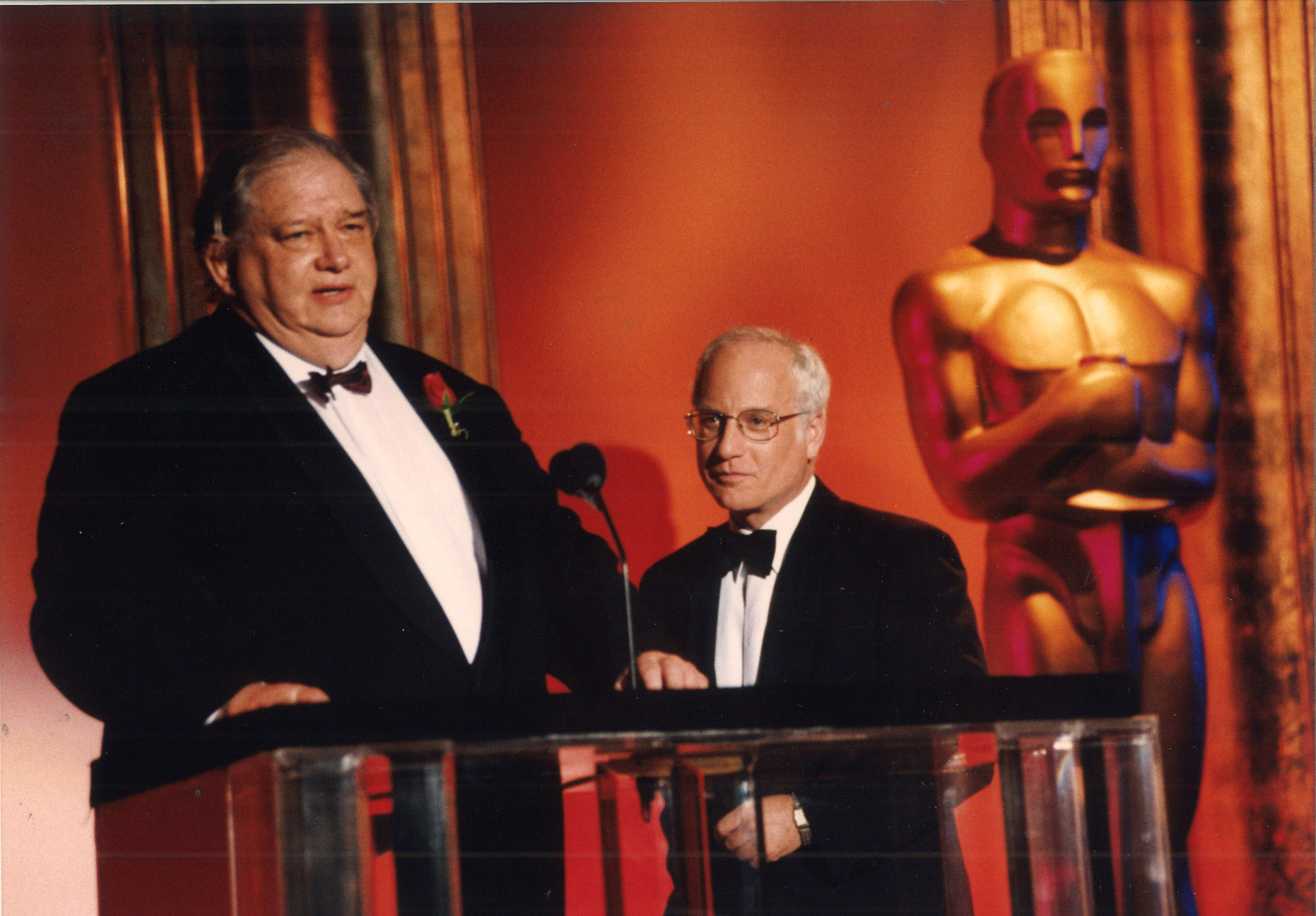
Peter Denz zusammen mit Laudator Richard Dreyfuss bei der Oscar-Verleihung im Jahre 1996

Das Unternehmen wurde 1970 vom diplomierten Ingenieur Peter Denz, der zuvor in Zürich und München Flugzeugbau studiert hatte, gegründet und spezialisierte sich auf die Entwicklung, die Herstellung und den Vertrieb von Hightech-Präzisionsprodukten für die Industrie sowie auf die Entwicklung, die Herstellung und den Vertrieb von kinematographischen Film- und Videoprodukten.
Bereits 1971 gelang die patentierte Entwicklung des ersten Video-Control-Systems der Welt, welches im Jahre 1990 zum Video-Control-System-Color weiterentwickelt wurde.
1982 übernahm das Unternehmen Denz die Firma Deniz und baute dadurch ihr Produkt-Portfolio um die Produktreihen Unterwassergehäuse und Unterwasserzubehör aus.
Im Jahre 1996 wurde dem Firmengründer Peter Denz von der Academy of Motion Picture Arts and Sciences (AMPAS) für die Entwicklung einer flackerfreien Farb-Video-Kamera der Oscar für technische Verdienste sowie dem Unternehmen Denz der Cinec Award im Bereich Kameratechnik verliehen.
Seit 2001 stellt das Unternehmen auch Präzisionsteile für die Luft- und Raumfahrt-Industrie (Ariane IV und V) sowie für die Formel 1 (Rennmotore) her.
Die Zertifizierung des Qualitätsmanagementsystems nach DIN EN ISO 9001:2008 durch den TÜV Süd erfolgte im Jahr 2009.
2009 erfolgte auch die Patent-Erteilung auf das FDC, ein Mess- und Justiergerät für digitale Videokameras, welches Premiere auf der NAB-Show in Las Vegas feierte.

## Kinematographische Produkte (Auswahl)
Neben der Hightech-Präzisionsteilefertigung stellt die Firma Denz feinwerktechnische, elektronische und optische Produkte für den Film- und Videosektor her und hat im Laufe der Jahre zahlreiche Schutzrechte auf ihre Entwicklungen erhalten.
- Bridge Plates
- Digitale Bildübertragung
- DSLR-Kamera-Umbauten: Canon 550D / D5 / D7 / EOS, Nikon
- Endoskope: 35mm Kameras
- Kamera-Hard-Fronts
- Kamera-Modifikationen
- Kamera-Stütz-Systeme
- Kamera-Support-Systeme: Carbon- / Kohlefasertechnologie
- Kameratische / Stativneigeplatten / Winkelplatten
- Kardan Tilt- und Shift-Systeme
- Kompendien / Matte Box
- Messgeräte / Flange Depth Controller (FDC): Auflagemaßmessgeräte, Kollimatoren
- Motivsucher: 16mm + 35mm Kameras
- Objektiv-Adapter / -Antriebe
- Okulare: Okularheizung
- optische Systeme
- PL-Adapter-Systeme
- PL-Mount-Systeme: BlackMagic, Canon, Nikon
- PL-Umbauten: 4.0K Kameras, BlackMagic
- Rigging-Systeme: BlackMagic, Canon C300 / C500, Sony F5 / F55 / F65
- Rollwinkel-Kameraköpfe / Stativköpfe: Denzhead, Boogie, Tango
- Schärfenzieheinrichtungen / Follow Focus
- Unterwasser-Gehäuse: 16mm + 35mm-Kameras
- Video-Assist-Systeme / Videoausspiegelungen
- Video-Control-Systeme
- Video-Sender
- Weitwinkel-Okulare
- Zoomkontrolle / -steuerungen

## Auszeichnungen (Auswahl)

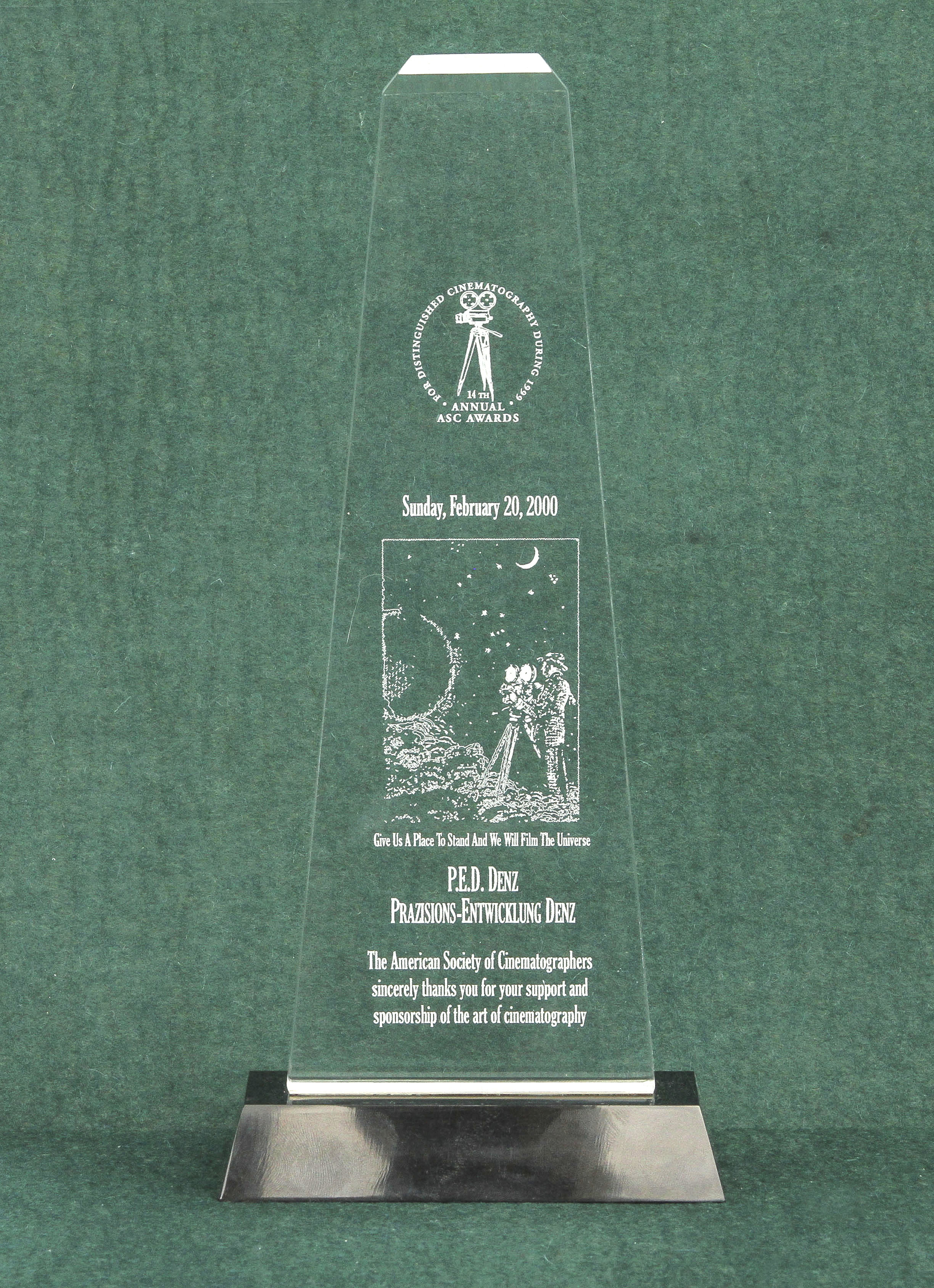
American Society of Cinematographers Award 2000

- 1984, iF product design award: Handgriff für Fernsteuerung von Zoom-Objektiven für Filmkameras[5]
- 1985, iF product design award: Bedienungsknopf für elektronische Bedienung von Kameraobjektiven[6]
- 1986, iF product design award: Sucherlupen Verlängerung Argus mit Video-Control-System VCS[7]
- 1987, iF product design award: deniz.belt Unterwasser-Energiegürtel[8]
- 1991, American Society of Lighting Designers Award: Video-Assist-System – digital, color
- 1996, Oscar für technische Verdienste (Technical Achievement Award): Entwicklung einer flackerfreien Farb-Video-Kamera, Video-Control-System VCSC digital
- 1996, Cinec Award im Bereich Kameratechnik: VCSC digital 2000 Video-Control-System-Color
- 1999, American Society of Cinematographers (A.S.C.) Award
- 2000, American Society of Cinematographers (A.S.C.) Award